# Gospodarstwo Tilschów w Mezilečí
Gospodarstwo rodziny Tilschów w Mezilečí – zespół historycznych budynków rolnych z przypisanym im numerem 5, w gminie Mezilečí, w kraju hradeckim w Czechach, który należał do rodziny Tilschów (Tylšów).

## Historia
Grunt Tilschowski został pierwszy raz wspomniany w 1729 r., kiedy Josef Karel Tilsch objął gospodarstwo nr 12.
W 1858 r. handlarz suknem i płótnem Josef Vojtěch Tilsch wybudował wierną kopię starego domu w nieco większej skali. Niektóre źródła podają, że dom został zbudowany dopiero w 1865 roku. W trakcie budowy znacznie przekroczono przeznaczony budżet, gdyż przede wszystkim kierowano się szybkością postawienia budowli, nie zaś kosztami.
Budynki z numerem 5 przeznaczone zostały dla syna Josefa, Václava, który 9 listopada 1857 poślubił Annę Mertlíkovą, dziedziczkę 2 gospodarstw rolnych. Natomiast gospodarstwo nr 12 zostało spadkem dla drugiego syna Josefa, Viléma.
Na miejscu obecnego domu nr 5, przed rozpoczęciem prac budowlanych, znajdowało się drewniane gospodarstwo rodziny Prokopów, które zostało wyburzone. Nowy, jednopiętrowy dom, wybudowany na terenie dawnego gospodarstwa Prokopów oraz wysuszonego stawu, nazywano „U Dolnych” (cz. „U Dolejších”). Stary budynek nr 12 został wtedy nazywany „U Górnych” (cz. „U Hořejších“). Z czasem dom nr 5 zaczęto też nazywać "Farmą".
W 1901 r. Václav Tilsch oddał gospodarstwo pod wynajem Františkowi Borůvce z Mezilečí. W 1907 r. Karel Rudl, mąż Zofii Tilsch i radca cesarski, został wspomniany jako właściciel gospodarstwa. 
W 1926 r. podłączono dom do sieci wodociągowej. Energię elektryczną doprowadzono w 1931 r. 
W czerwcu 1949 r. gospodarstwo upaństwowiono. Po założeniu spółdzielni rolniczej budynki przeszły pod jej zarząd. Rodzina Tilschów nabyła dom ponownie dopiero po 1989 roku, w ramach ustawy restytucyjnej.

## Architektura

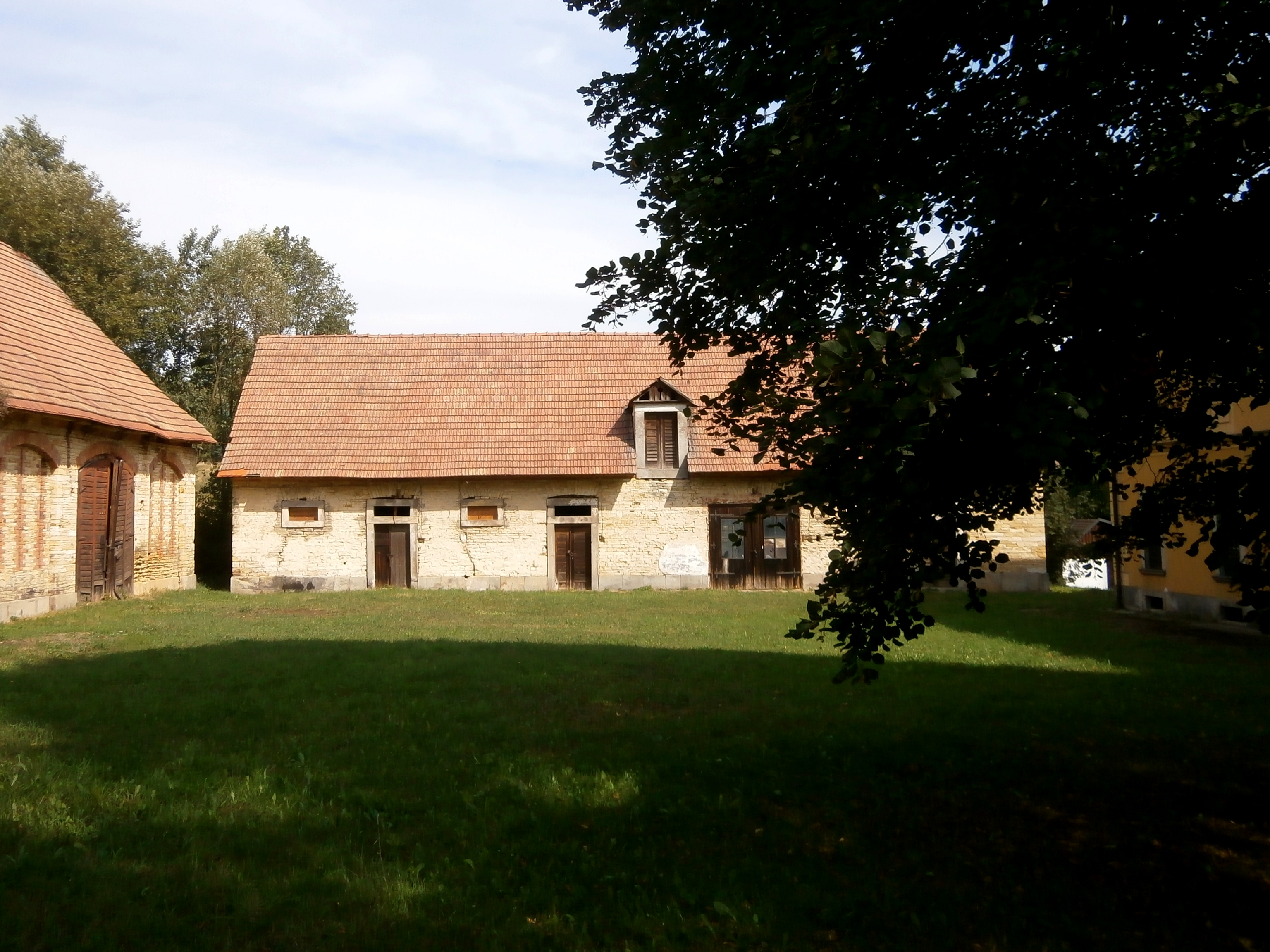
Stodoły gospodarstwa

Fasada budynku ma na każdej stronie o jedno okno więcej niż w budynku „U Górnych” (na długiej stronie 6 zamiast 5 i na krótkiej 5 zamiast 4). Wewnątrz budynku otwarta klatka schodowa prowadzi na pierwsze piętro, gdzie znajdują się dwie kuchnie, cztery pokoje i duża sala. Pokoje zostały urządzone tak, aby być jednocześnie przestronne i jasne. Największy pokój z płaskim sufitem mierzy 8,5 × 7 m. Na parterze znajdują się trzy pokoje, miejsce dla służących, kuchnia, spiżarnia oraz komora sklepiona. Gdy budynek należał do gminy, znajdował się tutaj magazyn spółdzielni rolniczej i biura urzędu gminy, gdzie odbywały się m.in. wybory.